# Русанівська сільська рада (Липоводолинський район)
Русані́вська сільська́ ра́да — колишній орган місцевого самоврядування в Липоводолинському районі Сумської області. Адміністративний центр — село Русанівка.

## Загальні відомості
- Населення ради: 1 134 особи (станом на 2001 рік)

## Населені пункти
Сільській раді підпорядковані населені пункти:
- с. Русанівка

## Склад ради
Рада складається з 16 депутатів та голови.
- Голова ради: Синько Ганна Петрівна
- Секретар ради: Курило Наталія Василівна

### Керівний склад попередніх скликань
| Прізвище, ім'я, по батькові | Основні відомості                                                 | Дата обрання | Дата звільнення |
| --------------------------- | ----------------------------------------------------------------- | ------------ | --------------- |
| Синько Ганна Петрівна       | Сільський голова, 1961 року народження, освіта вища               | 26.03.2006   | 31.10.2010      |
| Синько Ганна Петрівна       | Сільський голова, 1961 року народження, освіта вища, позапартійна | 31.10.2010   |                 |

Примітка: таблиця складена за даними сайту Верховної Ради України